# Ласовська Інна Олександрівна
Інна Олександрівна Ласовська (рос. И́нна Алекса́ндровна Ласо́вская; нар. 17 грудня 1969, Москва, Росія) — російська легкоатлетка, що спеціалізувалась на потрійному стрибку, срібна призерка Олімпійських ігор 1996 року.

## Кар'єра
| Рік               | Змагання                      | Місто                | Місце             | Примітки          |                   |
| Представник Росія | Представник Росія             | Представник Росія    | Представник Росія | Представник Росія | Представник Росія |
| ----------------- | ----------------------------- | -------------------- | ----------------- | ----------------- | ----------------- |
| 1993              | Чемпіонат світу в приміщенні  | Торонто, Канада      | 3                 | 14.35 м           |                   |
| 1993              | Чемпіонат світу               | Штутгарт, Німеччина  | —                 | NM                |                   |
| 1994              | Чемпіонат Європи в приміщенні | Париж, Франція       | 1                 | 14.88 м           |                   |
| 1994              | Чемпіонат Європи              | Гельсінкі, Фінляндія | 2                 | 14.85 м           |                   |
| 1995              | Чемпіонат світу               | Гетеборг, Швеція     | 4                 | 14.90 м           |                   |
| 1996              | Олімпійські ігри              | Атланта, США         | 2                 | 14.98 м           |                   |
| 1997              | Чемпіонат світу в приміщенні  | Париж, Франція       | 1                 | 15.01 м           |                   |
| 2000              | Олімпійські ігри              | Сідней, Австралія    | 19 (кв.)          | 13.75 м           |                   |